# Hépatite E
Pour les articles homonymes, voir VHE et HEV.
Espèce
 Mise en garde médicale
L’hépatite E est une hépatite  virale (inflammation du foie), due à une infection provoquée par le virus de l'hépatite E ou VHE (en anglais, hepatitis E virus  ou HEV). L'infection par ce virus a été décrite pour la première fois en 1955 au cours d'une épidémie à New Delhi, en Inde. Certains épidémiologistes la présentent comme une maladie émergente,.

## Virologie
Les particules virales ont un diamètre de 27 à 34 nanomètres. Elles n’ont pas d’enveloppe et sont composées d'ARN simple brin, long d'environ 7 200 bases contenant trois cadres de lecture. Ce génome est dit « de polarité positive » ce qui signifie que le génome viral est directement traduit par la machinerie cellulaire en servant directement d'ARN messager. Les particules virales ont été mises en évidence pour la première fois en 1983 mais le génome a été cloné en 1990 seulement.
Il a été classé initialement dans la famille des caliciviridae. Toutefois, son génome  ressemble de très près à celui du virus de la rubéole. Il est maintenant classé comme membre unique du genre Hepevirus, lui-même unique genre de la famille des Hepeviridae,.
Il existe plusieurs génotypes, numéroté de 1 à 4. Le génotype 3 est le plus fréquent dans les pays occidentaux, il est le plus souvent bénin et asymptomatique et le seul à avoir un réservoir animal. Les génotypes 1, 2 et 4 sont beaucoup plus fréquents dans les pays en voie de développement, donnant des atteintes plus sévères et posant un problème de santé publique avec une transmission essentiellement hydrique.

## Épidémiologie
L'hépatite E est très répandue dans la plupart des pays en développement et fréquente dans tous les pays au climat chaud. Elle est très répandue en Asie du Sud-Est, en Afrique du Nord et du centre, en Inde et en Amérique centrale. Elle se propage principalement par le biais de la contamination fécale de l'approvisionnement en eau ou en nourriture. La transmission directe de personne à personne est rare. Des épidémies d’hépatite E se produisent le plus souvent après de fortes pluies et après les moussons en raison de la perturbation de l'approvisionnement en eau qu’elles entraînent. Les principaux foyers se situent à New Delhi, en Inde (30 000 cas en 1955), en Birmanie  (20 000 cas en 1976  - 1977), au Cachemire, en Inde (52 000 cas en 1978), Kanpur, en Inde (79 000 cas en 1991), et en Chine (100 000 cas entre 1982 et 1991). Les formes épidémiques touchent deux à trois fois plus d'hommes que de femmes.
Dans les pays développés, le virus de l'hépatite E est parfois autochtone, c'est-à-dire que les personnes atteintes n'entrent pas dans les catégories de personnes dites à risque, revenant d'un voyage à l'étranger. Les malades atteints d'une hépatite E sont peu détectés, car devant la rareté de cette maladie (quelques dizaines de cas aigus annuels en France) et en l'absence de suspicion raisonnable, les services de santé ne pensent pas à cette possibilité. On peut ainsi voir en service hospitalier d'hépatologie des patients présentant des hépatites aigües sévères qui subissent de très nombreux examens (IRM, tests non invasifs, biopsie…) incluant même la recherche de maladies orphelines telles que la maladie de Wilson, avant que l'équipe médicale ne pense à l'hépatite E qui peut se révéler finalement la cause de la maladie. L'hépatite E est une maladie à déclaration obligatoire en Allemagne mais pas en France, où le réseau d'observation est resté peu organisé jusqu'en 2009.
Les statistiques montrent pourtant que les cas sont en augmentation. En 2008, une étude réalisée dans le Sud-Ouest à partir d'échantillons de 529 donneurs de sang a montré que les anticorps IgG anti-VHE étaient présents dans 16,6 % des cas, avec une moyenne de 14,2 % chez les donneurs de sang de la zone urbaine de Toulouse et de près de 20 % chez les donneurs issus des zones rurales de l'Ariège, les chasseurs présentant le plus fort taux de prévalence. Parmi les cas testés, 293 n'avaient jamais voyagé hors de France, et 15 % d'entre eux présentaient des anticorps IgG anti-virus de l'hépatite E. La transmission par voie transfusionnelle est donc possible et a été attestée.

### Réservoir animal
Plusieurs animaux domestiques (le porc en premier lieu) sont connus comme réservoir au génotype 3 du virus de l'hépatite E. 

#### Porc domestique
Des études montrent des taux d'infection supérieurs à 95 % chez les porcs domestiques. En France, le VHE circule dans 65 % des élevages de porc ; et 31 % des animaux abattus présentent des  anticorps anti-VHE . Et 4 % des foies de porc prélevés à l’abattoir (avant entrée dans la chaîne alimentaire) portaient le VHE.
En 2007, deux patients en France avaient consommé de la viande de porc séchée dans le sud du pays, quelques semaines avant de déclarer la maladie. La viande de porc crue ou mal cuite pourrait être responsable des cas autochtones en France, hypothèse confirmée par l’agence française de sécurité sanitaire des aliments dans un avis du 30 avril 2009 à propos du risque de transmission par des saucisses crues à base de foie de porc. Des cas d'infection par le VHE à la suite de la consommation de viande de porc ou de cerf insuffisamment cuites ont été également documentés au Japon. En 2011, une étude a recherché le virus (ARN viral) dans plusieurs produits à base de foie de porc cru collectés en France au stade final de production ; figatelli, saucisses sèches de foie et quenelles de foie étaient contaminées à hauteur respectivement de 30 % [23-38 %], 29 % [22-36 %] et 25 % [15-37 %]. L'ARN du VHE a aussi, mais en moindre proportion, été trouvé dans des foies salés séchés (3 %, IC 95 [0-10 %]). Et une étude datant de 2012 a, au Royaume-Uni, trouvé que 10 % des saucisses prélevées dans des points de vente étaient contaminés par le VHE. Des figatelli non cuits (saucisses de foie cru de porc) ont dans le sud de la France été à l'origine de cas groupés d’hépatite E. On a montré en 2010 que 39 % des patients détectés en métropole avaient consommé des produits à base de foie cru de porc (figatelli, saucisse de foie), crus ou peu cuits pour 76 % d’entre eux. Des jambons crus et/ou secs, des saucisses à tartiner, longanisse, soubressade, saucisson, rosette, chorizo sont des produits qui risquent de contenir le virus et de permettre sa transmission à l'humain même si aucun cas clinique n’a été démontré (le VHE a été trouvé dans le muscle du porc dans des conditions expérimentales et les procédés de fabrication de ces produits ne sont pas susceptible de détruire le VHE ).
Le VHE infectieux a aussi été trouvé dans les foies de porc mis sur le marché dans d'autres pays (Japon, USA, Pays-Bas, Royaume-Uni) .  La consommation de foie ou de préparations à base de foie cru ou mal cuit représente donc un risque élevé de contamination par le VHE.
Différents éléments montrent que le porc/sanglier présente actuellement le plus de risque : 
- l'hépatite E présente dans les élevages porcins et chez les humains sont de même génotype (génotype 3)[19] ;
- la population porcine est considérée comme un réservoir du virus en Espagne[20], aux Pays-Bas[21] et aux États-Unis[22] ;
- et enfin, une convergence d'éléments à granularité plus faible, par exemple le taux de prévalence deux fois plus élevé chez les vétérinaires porcins que chez les vétérinaires non porcins[23].

Selon le ministère français de la santé : "La consommation de ces produits même cuits est à déconseiller chez les personnes à risque de développer une forme grave d’hépatite E (patients immunodéprimés, patients atteints d’une hépatopathie chronique préexistante, femmes enceintes" ).

#### Gibiers
Plusieurs espèces de gibier sont source d'hépatites : 
- au début des années 2000, le sanglier, proche du porc, est séropositif en France dans 14 % des cas (en moyenne, ce taux grimpe à 22,6 % dans le sud du pays)[13] ; et plusieurs études ont montré au Japon des transmission du VHE chez des personnes ayant mangé de la viande cru ou peu cuite de chevreuil ou de cerf, et en Allemagne de la venaison de sanglier a été montrée porteuse du virus ; les viandes et abats de sanglier, de cerf consommés crus ou peu cuits (surtout la fressure : cœur, rate, foie, poumons) présentent des risques élevés de transmission zoonotique du VHE [26] ; le taux de transmission à l'humain par cette voie et son importance pour la santé publique sont toutefois encore mal définis ;
- le lapin peut aussi être porteur du virus de l'hépatite E[27] ;
- les cervidés le sont également [27].

Remarque : chez les animaux sauvages, une multiplication active du virus a aussi été constatée chez les rats et les mangoustes.

#### Fruits de mer?
Des mollusques filtreurs (huîtres, moules, coques, coquilles Saint-Jacques, mais aussi des bivalves d’eau douce (Corbicula japonica) ...) sont suspectés d'avoir déjà transmis le VHE, par exemple en Écosse et lors d'une croisière sur un paquebot où une épidémie d’hépatite E s'était déclarée. Dans les pays pauvres, la circulation du VHE se fait surtout par voie hydrique et l'ingestion d'eau ou d'aliments souillés par des matières fécales est responsable de graves épidémies ,.

#### Lesrats
Ils portent aussi ce virus. Le premier cas connu d'infection humaine par l'hépatite E du rat a été diagnostiquée dans une cité de Hong Kong (Chine) en septembre 2018, chez un homme de 56 ans peu après sa greffe de foie ; il aurait pu avoir été infecté par des aliments contaminés par des excréments de rats. En 2020, une dizaine de cas d'humains supposés contaminés par des rats a été signalée, nombre probablement sous-estimé selon les médecins locaux.

#### Animaux de laboratoire
En 2014, une étude américaine a mis en évidence des taux de séroprévalence de 40 % et de 50 % sur deux groupes de lapins de recherche ; le premier groupe (avec le taux de 40 %) venait d'une ferme conventionnelle et le deuxième groupe (avec le taux de 50 %) venait d'un fournisseur commercial vendant des lapins de recherche supposément « libres d'agents pathogènes ». Ceci pourrait biaiser certains résultats de travaux de recherche, mais les auteurs notent que si "le VHE est probablement répandue chez les lapins de recherche", ses "effets sur la recherche restent inconnus". Pour éviter la transmission du virus, ils recommandent le port un équipement de protection individuel (masque, lunettes, blouse de laboratoire, gants) quand le travail avec des lapins est justifié en laboratoire.

### Épidémies récentes
En 2004 sont survenues deux grandes épidémies, toutes les deux en Afrique subsaharienne. Il y a eu une épidémie au Tchad, au cours de laquelle, à partir du 27 septembre, on a dénombré 1 442 cas et 46 décès. Le Soudan, qui a été troublé récemment par les conflits (voir Guerre du Darfour), a connu également une grave épidémie d'hépatite E. À partir du 28 septembre, on a signalé 6 861 cas et 87 décès, principalement dans la région ouest du Darfour. L’Unicef, Médecins sans frontières, la Croix-Rouge et d'autres organisations internationales de santé travaillent actuellement à augmenter les approvisionnements en savon, à creuser de nouveaux puits, au ravitaillement en eau ainsi qu'au traitement des réserves par le chlore. Toutefois, les ressources existantes ne sont pas suffisantes; les fonds et le personnel nécessaires font gravement défaut dans la région pour assurer la santé et la qualité de vie des populations. De plus en plus, l'hépatite E se propage dans les pays développés avec des cas rapportés au Royaume-Uni, aux États-Unis et au Japon. La maladie est considérée comme une zoonose. Les cerfs et les porcs sont deux espèces qui ont été impliquées.
Depuis 2002, la surveillance de l’hépatite E en France est assurée par le Centre national virus à transmission entérique (hépatites A et E, ou CNR), situé dans l'enceinte de l'hôpital Paul Brousse à Paris. Depuis 2012, le laboratoire de virologie du CHU de Toulouse est CNR associé pour l'hépatite E.
Les autorités sanitaires françaises ont déclaré en mai 2009 puis en avril 2011 avoir recensé une augmentation des cas notamment en région Provence-Alpes-Côte d'Azur, dus à la consommation de saucisses d'abats crues de type Figatelli.
Selon le Bulletin épidémiologique hebdomadaire du 25 août 2009, 264 cas d’hépatite E autochtones, 51 cas d’hépatite E importées et 54 cas d’hépatite E au contexte épidémiologique non précisé ont été rapportés en France de 2006 à 2008. Bien que l'hépatite E reste une maladie rare en France, elle connait une forte croissance : le CNR a diagnostiqué en 2006, 38 cas d’hépatite E en 2006, 113 cas en 2007, 218 cas en 2008 et 260 cas en 2009.

## Caractéristiques
L'incidence de l’hépatite E est plus élevée chez les adultes entre 15 et 40 ans. Bien que les enfants contractent aussi souvent cette infection, ils présentent moins souvent une infection symptomatique. Les taux de mortalité sont généralement faibles, dans la mesure où la maladie disparaît généralement d’elle-même, de façon spontanée et que le patient retrouve la santé sans traitement.

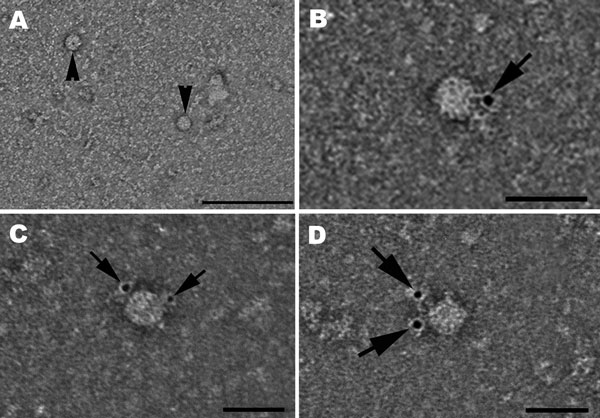
Particules de virus d'hépatite E dans le surnageant de culture cellulaire d'un échantillon de saucisse de foie de porc à 33 dpi. A) Micrographie électronique à transmission du VHE dans les particules colorées ≈ 33 et 34 nm (têtes de flèche). La barre d'échelle indique 200 nm. B-D) Des virions de l'hépatite E ≈ 28 (B), 33 (C), ou 32 (D) nm de diamètre, identifiés à l'aide d'un génotype HEV 3-lapin spécifique et un sérum hyperimmun or-anticorps secondaire marqué. Les flèches indiquent des particules d'or liés. Barres d'échelle = 50 nm.

Toutefois, pendant la durée de l’infection (généralement plusieurs semaines), la maladie altère gravement les capacités physiques de la personne atteinte, le tableau clinique pouvant inclure une grande fatigue, des nausées et vomissements, une jaunisse (ictère), des urines foncées et des selles décolorées, ainsi qu'une perte de poids parfois conséquente, en cas d'hépatite sévère aiguë.
L'hépatite E évolue parfois vers une grave maladie du foie et est mortelle dans environ 2 % des cas. L'infection virale sur un foie préalablement malade peut être grave. Cliniquement, elle ressemble à l’hépatite A, mais chez la femme enceinte la maladie est plus souvent grave et associée à un syndrome clinique appelé « hépatite fulminante ». Les femmes enceintes, en particulier au cours du troisième trimestre, présentent une élévation du taux de mortalité de la maladie jusqu’à environ 20 %. Parmi les autres sujets à risque figurent les personnes immunodéprimées et celles souffrant déjà d'une hépatopathie chronique sous-jacente, notamment les personnes souffrant d'une cirrhose alcoolique.
Plus de la moitié des cas d'hépatite E sont asymptomatiques.

### Hépatite chronique
Elle survient chez le patient immunodéprimé et est causée par le HEV de génotype 3.
Chez le patient transplanté, la transmission est faite essentiellement par voie alimentaire. Il existe cependant un cas décrit de transmission par le greffon. Chez le patient HIV, la transmission n'est probablement pas sexuelle.

### Atteintes en dehors du foie
Des atteintes neurologiques exceptionnelles (telles que des syndromes de Guillain-Barré) ont été décrites lors de l'atteinte par le virus HEV1. Elles semblent un peu plus fréquentes avec le virus HEV3. Des cas de pancréatites aiguës, de glomérolunéphrites ont également été cités.

## Diagnostic

### Sérologie
L'infection aiguë est marquée par une augmentation du taux d'immunoglobulines M se normalisant en quelques semaines, suivie par celle des immunoglobulines G spécifiques dont l'élévation signe le caractère ancien de la maladie. Il existe, en théorie, quatre génotypes, mais qui sont très proches et ne sont guère distingués par leur sérologie. Il existe cependant des formes attestées d'hépatite E avec sérologies par la suite négatives, ce qui rend le diagnostic rétrospectif difficile. Les kits de sérologie disponibles dans le commerce ont une sensibilité différente, ce qui fait qu'une comparaison n'est guère possible si on n'utilise pas la même technique.

### Recherche de l'ARN viral
Elle se fait par amplification de l'ARN viral. Selon la technique employée, les résultats peuvent varier de façon substantielle. Cette recherche peut être utile dans le cas de patients immunodéprimés pour lesquels les tests sérologiques sont plus aléatoires.
La virémie est courte (deux semaines) et le virus peut être détecté également dans les selles pendant quelques semaines.

## Traitement
Les formes bénignes ne requièrent qu'un simple traitement symptomatique. La ribavirine a été utilisée avec un certain succès sur les formes graves mais l'expérience reste faible. L'interféron-alpha est également utilisé dans les formes chroniques.

### Prévention
L'amélioration de l’assainissement  est la mesure la plus importante. Elle consiste à traiter et à éliminer les déchets humains, à améliorer la qualité de l’approvisionnement en eau, à améliorer l'hygiène personnelle et la qualité sanitaire de la préparation des aliments. Ainsi, les stratégies de prévention de cette maladie sont semblables à celles qui concernent de nombreuses autres infections qui affligent les pays en développement qui ont besoin et à grande échelle du financement international des projets d'approvisionnement en eau et de traitement des eaux. Un vaccin basé sur les protéines virales recombinantes a été mis au point par l'armée américaine et une compagnie pharmaceutique et a été testé en 2007 dans une population à haut risque (personnel militaire d'un pays en développement). Le vaccin semble être efficace et sûr, mais il n'a pas été mis sur le marché, possiblement pour des raisons commerciales. Un second vaccin, de fabrication chinoise, semble avoir une aussi bonne efficacité et tolérance avec une durée d'action supérieure à 4 ans.
Enfin, s'agissant des charcuteries à base de foie de porc, il est recommandé de les faire cuire à cœur, bien que cette notion reste floue. Une cuisson à cœur de 20 minutes à 71 °C, permet d’éliminer totalement le risque lié à la consommation de produits à base de foie de porc contaminé. En outre, les autorités sanitaires françaises recommandent aux personnes susceptibles de présenter un risque majoré de forme grave d’HVE (femmes enceintes, personnes immunodéprimées et personnes présentant une maladie du foie sous-jacente) d’éviter de consommer tout produit de charcuterie crue à base de foie de porc.
La contamination des poches de sang prélevées pour transfusion n'est pas testée. Cela ne pose pas souvent de problème pour le receveur tout-venant, l'infection étant souvent bénigne mais peut être plus dangereuse chez le patient immunodéprimé.